# 석종율
석종율(1969년 2월 6일~)은 대한민국의 골프 선수이다. 1997년에 프로로 전향하여 아시안 골프 투어에서 1회 우승했다.